# بارك تشانغ-هيون
بارك تشانغ-هيون (هانغل: 박창현) هو مدرب كرة قدم ولاعب كرة قدم كوري جنوبي في مركز الهجوم، ولد في 8 يونيو 1966 في كوريا الجنوبية. لعب مع بوهانغ ستيلرز.

## وصلات خارجية
- بارك تشانغ-هيون على موقع دوري كوريا الجنوبية (الإنجليزية)
- بارك تشانغ-هيون على موقع Soccerway.com (الإنجليزية)